# Gesellschaft für Magnesium-Forschung
Die Gesellschaft für Magnesium-Forschung e. V. ist eine 1977 unter Mitwirkung von Hans-Georg Classen (Universität Hohenheim) und Joachim Helbig (Tutzing) gegründete wissenschaftliche Fachgesellschaft, die sich dem Mineralstoff Magnesium und dessen Erforschung in besonderer Weise annimmt. Sie veranstaltet wissenschaftliche Symposien, publiziert Empfehlungen zu verschiedenen mit Magnesiummangel-assoziierten Krankheitsbildern (z. B. Diabetes mellitus, ADHS, Herzrhythmusstörungen) und versucht, den wissenschaftlichen Gedankenaustausch zu fördern und den präventiven und therapeutischen Nutzen von Magnesium den Fachkreisen näher zu bringen.

## Struktur
Die Gesellschaft für Magnesium-Forschung e. V. wurde 1977 in Stuttgart gegründet. Sie fasst alle Personen innerhalb der ‚Société Pour Le Développement Des Recherches Sur Le Magnésium‘ (SDRM) im deutschsprachigen Raum zusammen, die an der Magnesiumforschung interessiert sind. Um auch Kollegen der DDR die Teilnahme und Mitarbeit zu ermöglichen, wurde aus politischen Gründen auf den Term ‚Deutsche‘ im Titel der Gesellschaft verzichtet. Die Gesellschaft veranstaltet wissenschaftliche Symposien zu einer Magnesium-bezogenen Thematik u. a. in Chemie/Biochemie, Biologie, Genetik, Boden, Pflanzen, Tier- und Humanernährung, Praxis und Klinik. Im Rahmen der SDRM wurde im Jahr 1981 das 3. Internationale Magnesium-Symposium in Baden-Baden abgehalten und 1992 das 4. Europäische Magnesium-Symposium in Gießen.
Die Gesellschaft wird – entsprechend der Satzung – geleitet von einem Vorstand, bestehend aus dem Präsidenten, dem Vizepräsidenten und dem Schriftführer/Schatzmeister.

### Vorstand
- Präsident: Oliver Micke
- Vizepräsident: Klaus Kisters
- Schriftführer/Schatzmeister: Anton Kraus

Mitglieder können alle natürlichen und juristischen Personen werden, die bereit sind, den Vereinszweck zu unterstützen. Über die Aufnahme entscheidet der Vorstand bzw. – bei Ablehnung durch den Vorstand – die Mitgliederversammlung.

## Ziele und Hauptaufgaben
Die Gesellschaft verfolgt folgende wesentliche Ziele:
- Förderung der Forschung über den Mineralstoff Magnesium
- Förderung der Kommunikation von Wissenschaftlern aus den Bereichen der Grundlagenforschung, klinischen Forschung und niedergelassenen Ärzten
- Förderung des wissenschaftlichen Gedankenaustausches zum Mineralstoff Magnesium

Zur Verwirklichung dieser Ziele werden regelmäßig wissenschaftliche Veranstaltungen durchgeführt. Die Gesellschaft für Magnesium-Forschung e. V. trifft sich jährlich zu einer wissenschaftlichen Tagung, meist in Form einer 3-Länder-Tagung (Deutschland, Österreich, Schweiz).
Seit 1979 gab die Gesellschaft für Magnesium-Forschung e. V. mit dem Magnesium-Bulletin die erste Magnesium-zentrierte wissenschaftliche Zeitschrift heraus. Heute ist das offizielle Publikationsorgan die Zeitschrift trace elements and electrolytes.